# Любнічка
Любнічка (пол. Lubniczka, нім. Klein Hertzberg) — село в Польщі, у гміні Оконек Злотовського повіту Великопольського воєводства.
Населення — 201 особа (2011).
У 1975-1998 роках село належало до Пільського воєводства.

## Демографія
Демографічна структура станом на 31 березня 2011 року:
|          | Загалом | Допрацездатний вік | Працездатний вік | Постпрацездатний вік |
| -------- | ------- | ------------------ | ---------------- | -------------------- |
| Чоловіки | 95      | 25                 | 53               | 17                   |
| Жінки    | 106     | 31                 | 44               | 31                   |
| Разом    | 201     | 56                 | 97               | 48                   |